# Чижово (Бежецкий район)
Чижо́во — село в Бежецком районе Тверской области. Входит в состав Поречьевского сельского поселения.

## География
Находится в 25 километрах к северо-западу от районного центра Бежецк, на автодороге «Бежецк—Поречье».
Село расположено на возвышенности, окружённой долинами рек. В 3 км к юго-западу — река Молога, ещё южнее — озеро Верестово на ней. С другой стороны село окружают реки системы Мологи, последовательно впадающие в предыдущие: Осень (в 1 км к западу), Могоча (в 1,5 км к северу) и Уйвешь (в 2 км к востоку).
Население по переписи 2002 года — 85 человек, 43 мужчины, 42 женщины.

## История
В XVII веке Чижово принадлежало князю Ю. Шелешову, затем московскому Симонову монастырю, в 1764 году приписано к казённому ведомству. В XVIII—XIX веках крупное село Бежецкого уезда, центр различных ремёсел (сапожного, санного и др.).
По Списку населенных мест Тверской губернии 1859 года казённое село Чижово имеет 140 дворов, 727 жителей, православную церковь, здесь становая квартира. Во второй половине XIX — начале XX века село было центром одноимённых волости и прихода Бежецкого уезда. В 1887 году в Чижово 180 дворов, 913 жителей; земская школа, 4 мелочных лавки, постоялый двор, 2 мельницы, маслобойня, красильня, сапожная мастерская, 3 толчеи и 3 кузницы.
По переписи 1920 года в Чижово — 1158 жителей.
В 1930-е — 1970-е годы село было центром Дубровского сельсовета Бежецкого района Калининской области.
Во время Великой Отечественной войны погибли 50 уроженцев села.
В 1989 году в Чижово 133 жителя, ФАП, магазин, МТФ колхоза «Новый путь». В 1997 году — 55 хозяйств, 114 жителей, село в состав Потёсовского сельского округа.

## Население
| 1859 | 1897 | 2008 | 2010 |
| ---- | ---- | ---- | ---- |
| 727  | ↗974 | ↘95  | ↘77  |

## Известные люди
Уроженцы села Чижово:
- Михаил Васильевич Ле-Дантю (1891—1917)— русский художник. Его отец, врач В. В. Ле-Дантю, был арестован как народоволец, и сослан в село Чижово;
- Алексей Петрович Иванов (1904—1982) — советский оперный певец, Народный артист СССР. Его отец служил дьяконом в местной церкви и одновременно преподавал в церковно-приходской школе;
- Николай Дмитриевич Моторин (1899—1942) — первый председатель колхоза в Чижово. В первых рядах ушёл на войну, пропал без вести на Синявинских высотах под Ленинградом. Его жена Анна Ивановна Моторина (1900—1946) всю войну вместо него была председателем колхоза. Умерла в 1946 г.;
- Климин Иван Иванович (родился в 1939 г.) — доктор исторических наук, профессор, лауреат Всероссийской премии имени В. Я. Шишкова за 2016 г[7].

## Достопримечательности
- Колокольня Владимирской церкви (1833 год, сама церковь не сохранилась)[8].